# Saprinus niponicus
Saprinus niponicus är en skalbaggsart som beskrevs av Rolf Martin Theodor Dahlgren 1962. Saprinus niponicus ingår i släktet Saprinus och familjen stumpbaggar. Inga underarter finns listade i Catalogue of Life.